# Kantate til Diakonissesagens
Kantatie til Diakonissesagens is een compositie van Christian Cappelen uit Drammen. Hijzelf was organist en schreef daarvoor ook een aantal werken. In 1894 schreef hij deze cantate als gelegenheidsmuziek voor de viering van het vijfentwintigjarig jubileum. De tekst ontleende Cappelen aan geschriften van Sigvald Skavlan. De teksten van Skavlan, een priester/dichter, werden vaker gebruikt door Noorse componisten. Edvard Grieg, Ole Olsen en Johan Halvorsen gebruikten zijn teksten. 
De première en waarschijnlijk enige uitvoering van het werk vond plaats op 27 november 1894. Cappelen schreef de cantate voor soli, koor en orgel. De uitvoerenden waren Mally Lammers, Thorvald Lammers, Wilhelm Kloed, gemengd koor, Erika Nissen en de componist achter het orgel; algehele leiding was in handen van Ole Olsen. Plaats van handeling was de Dom van Oslo, tot 1950 Vor Frelsers Kirke (Verlosserskerk) geheten.